# Gondenans-Montby
Gondenans-Montby é uma comuna francesa na região administrativa de Borgonha-Franco-Condado, no departamento de Doubs. Estende-se por uma área de 11,78 km². Em 2010 a comuna tinha 176 habitantes (densidade: 14,9 hab./km²).